# ウィンザーチェア

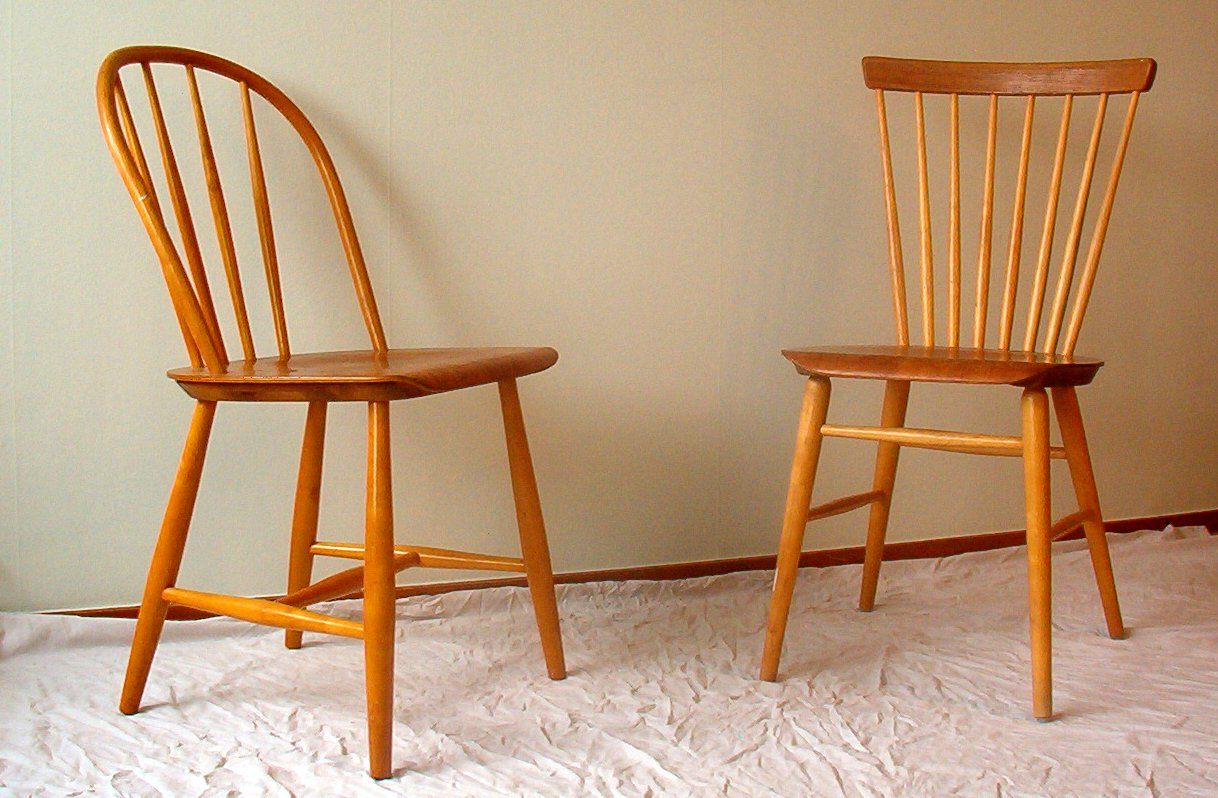
スウェーデン製の現代風のウィンザーチェア
左の櫛に似た背もたれのものがコームバック型、右の扇形のものはファンバック型。

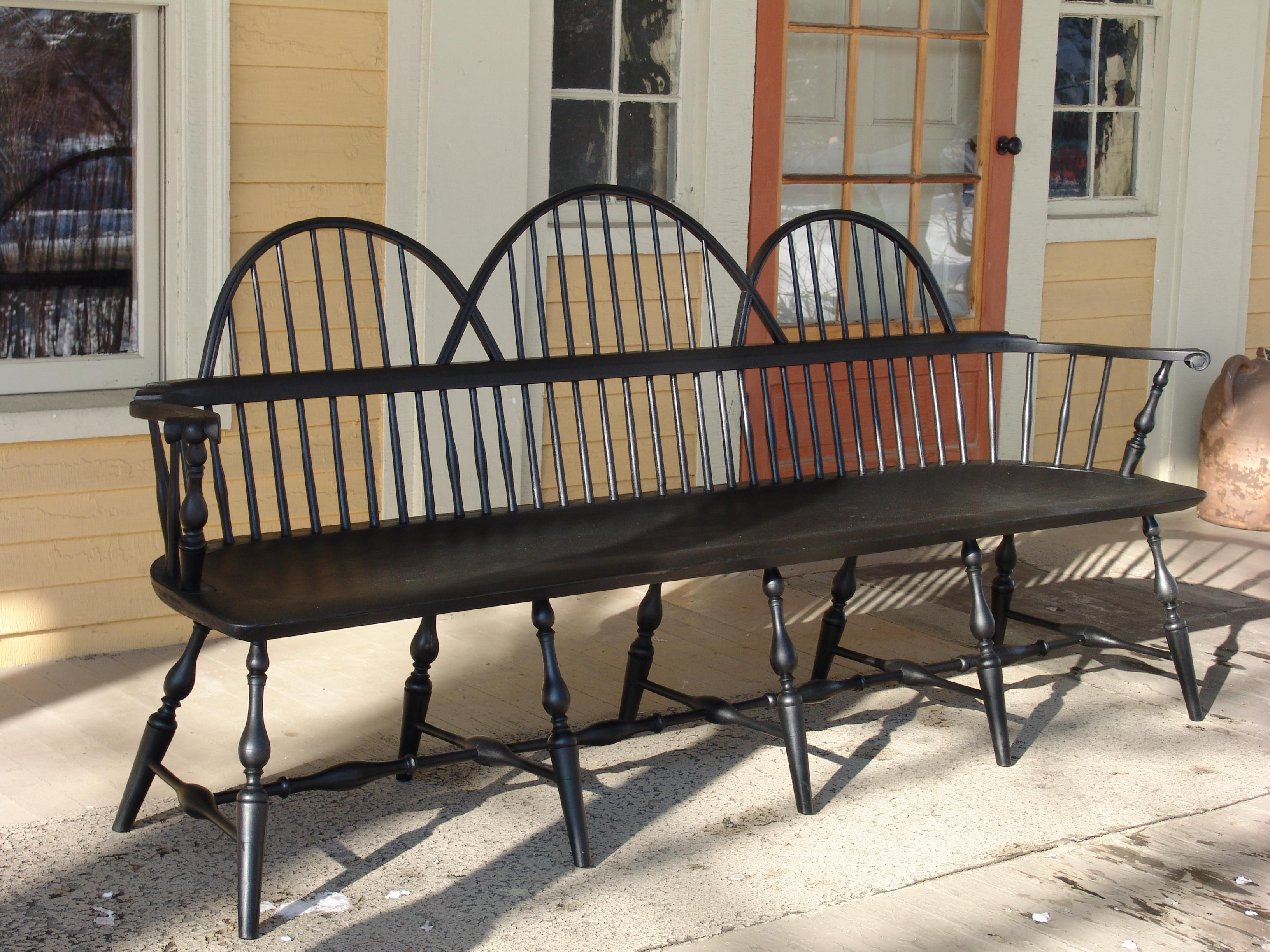
ウィンザーチェア型の長椅子

ウィンザーチェア（英語：Windsor chair）とは、1700年頃、イギリスで生まれ、のちにアメリカで普及した木製の椅子のこと。挽物（ひきもの）の技術により丸い棒状にした脚や背の部材を、木の座板に直接接合する構造をもつ。
当初は地方の地主階級民の邸宅や食堂などで主に使用されていたが、やがて旅館やオフィスや中流階級の一般家庭にも浸透していき、支持されるようになった。1720年代にはアメリカ合衆国へ渡り、簡素で実用的な椅子として大流行した。
以上が定説となっているが、もともとイギリスにおいて17世紀頃までジョイナー（指物師）とターナー（轆轤師）によって作られていた執拗なまでにろくろ加工が施されたスローンチェアというものがあった。17世紀下半期にそのターナーが地方に住みつくようになってその土地固有の椅子（カントリーチェア）を作り始めた。その一つにロンドンの郊外西方の街ハイ・ウィカムを中心に作られるようになっていった椅子がある。それがウィンザーチェアと呼ばれるようになり、当初はガーデンチェアとして王侯貴族に使われていたが、図書館などに使われるようになり、やがて庶民の家具として一般の住宅やオフィス、パブなどに使われるようになっていった。
17世紀初頭アメリカに移住していた英国の商人の遺言書（1708年）の中にウィンザーチェアが記されていることから当時すでにウィンザーチェアが存在していたことになるが、アメリカンウィンザーが作り始められたのは1725年以降のこと。

## 概要
ウィンザーチェアはバナキュラー・ファニチャー（Vernacular Furniture）の一つでもあり、つまり英国固有の家具であり、自国の木材を使った家具であった。座板（シート）は40ミリ〜50ミリ厚みの楡（elm）の一枚板で、脚や貫とアームや背の曲げにはトネリコ（ash）やブナ（beech）、一位（yew）などが使われ、スティックにはフルーツウッドが使われた。
厚い座板に脚と細長い背棒、背板を直接接合した形状が特徴で、初期は背もたれがコームバック型で、18世紀後半からはボウバック型へと変遷している。19世紀に登場したローバック型は学校やオフィスの事務用椅子として幅広く利用が見られ、流行した。

## 名称
英語 "Windsor chair" の語源については複数の説があり、ジョージ2世がキツネ狩の際に民家で見つけた椅子を自前の職人に作らせたとする説や、ジョージ3世がウィンザー城の王室で使用していたことに由来する説などがあるが、定かではない。
ロンドンの西方、バッキンガムシャーにチルターンズという地方があり、18世紀ころまでブナやアッシュの森におおわれていた。そこのハイ・ウィカムという街を中心に家具産地が形成されて行くが、当時そこで作られた家具をロンドンに運ぶ交通手段としてテームズ川が最適であった。その上流、ウィンザー城の方から運ばれて来る椅子を見て、当時の豪華な張り物の家具にくらべて安っぽく見えたため、区別してウィンザーの方から来るウィンザーチェアと呼んだと言うのが一般的である。

## 長野県産
日本では1951年（昭和26年）頃から長野県松本市の木材業者で木工家の池田三四郎によって作られ始め、以来、長野県は日本におけるウィンザーチェアの代表的産地となって現在に到る。そもそも長野県松本地方が木製品の名産地となったのは、松本城の築城の際に日本全国から腕の立つ職人が集められたことに始まっており、江戸時代後期には和家具の生産が盛んになり、明治・大正時代には日本有数の家具産地へと発展した。第二次世界大戦後の復興期になると洋風家具の生産で名を馳せることになり、その出発点がウィンザーチェアの生産であった。池田は「本物の椅子を作るには、英国の庶民に長く愛され洗練されてきた歴史をもつウィンザーチェアに学ぶことが一番の近道」と考え、戦後の混乱期にあって失職していた和家具職人を集め、彼らと共に研究を重ねたという。当初、和家具職人は蒸気で木を大きく曲げる西洋の木工技術を身に付けていなかったために背持たれの部分を再現できず、日本伝統の木工技術である指物を使った接ぎ木方式で何とか形にしていたが、数年後には技術を習得し、生産・販売に漕ぎ着けたという。なお、長野県産はカンバの一種であるミズメを用材としている。